# Polestar
Polestar (Polestar Performance AB) är ett svenskt bilmärke som härstammar från Volvo Personvagnars prestandabolag och varumärke, baserat i Göteborg, Sverige. 
Företaget designar och säljer elbilar som tillverkas av Geelykoncernen genom kontraktstillverkning i koncernens bilfabriker i Kina, USA samt Sydkorea. Företaget optimerar även Volvos motorer.

## Bilmodeller

### Polestar 1
Polestar 1 är Polestars första bilmodell som presenterades i oktober 2017. Bilen tillverkas i Chengdu, Kina sedan 2019. Polestar 1 bygger på Volvos SPA-plattform och är en sport- och laddhybridbil med en fyrcylindrig VEA-motor som endast driver framhjulen, medan bakaxeln drivs av två elmotorer. Den sammanlagda systemeffekten är 600 hästkrafter och vridmomentet 1 000 Nm. Bilens kaross är byggd i kolfiber för att spara vikt. Fjädringssystemet är utvecklat tillsammans med svenska Öhlins Racing.

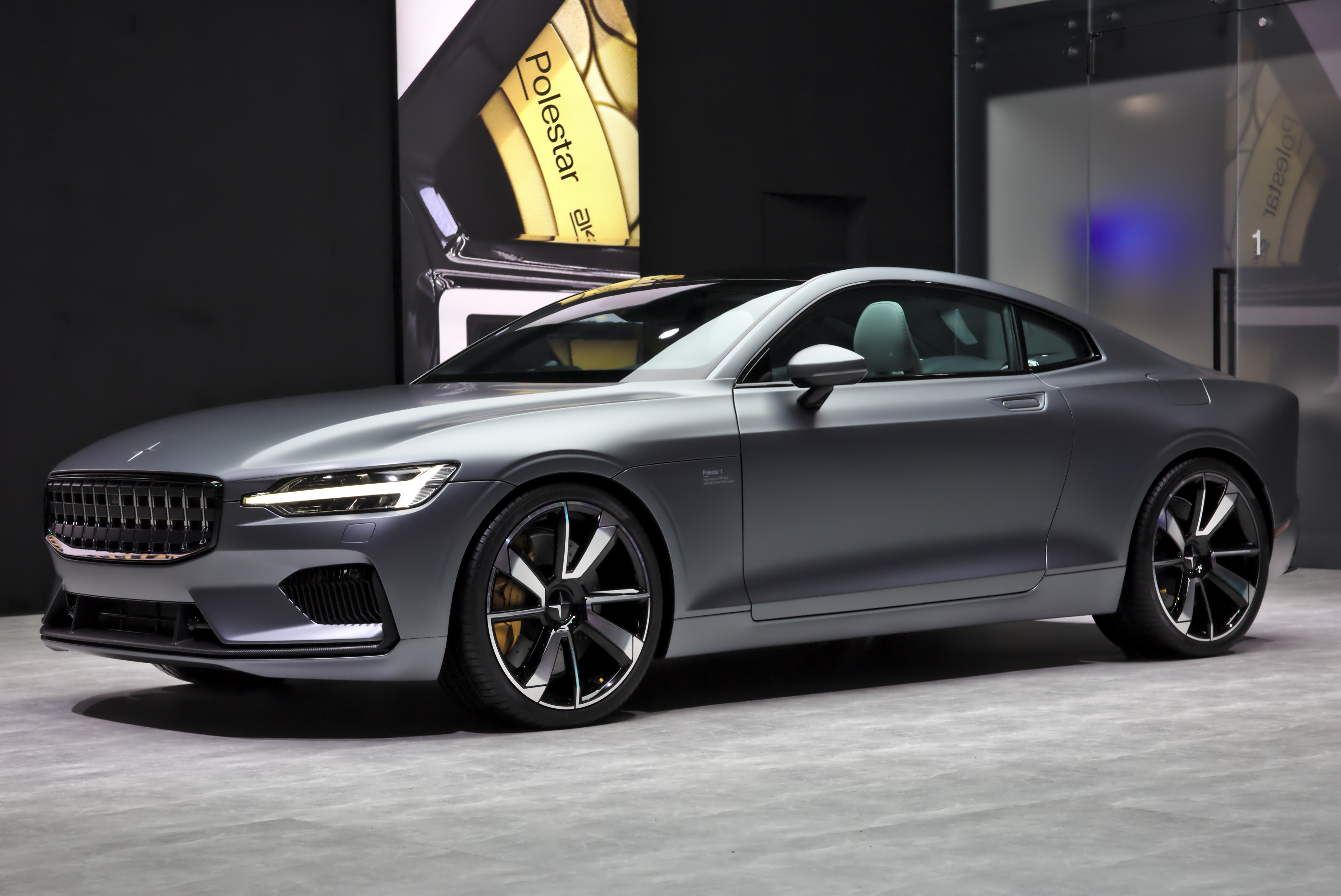
Polestar 1 på Internationella bilsalongen i Genève 2018.
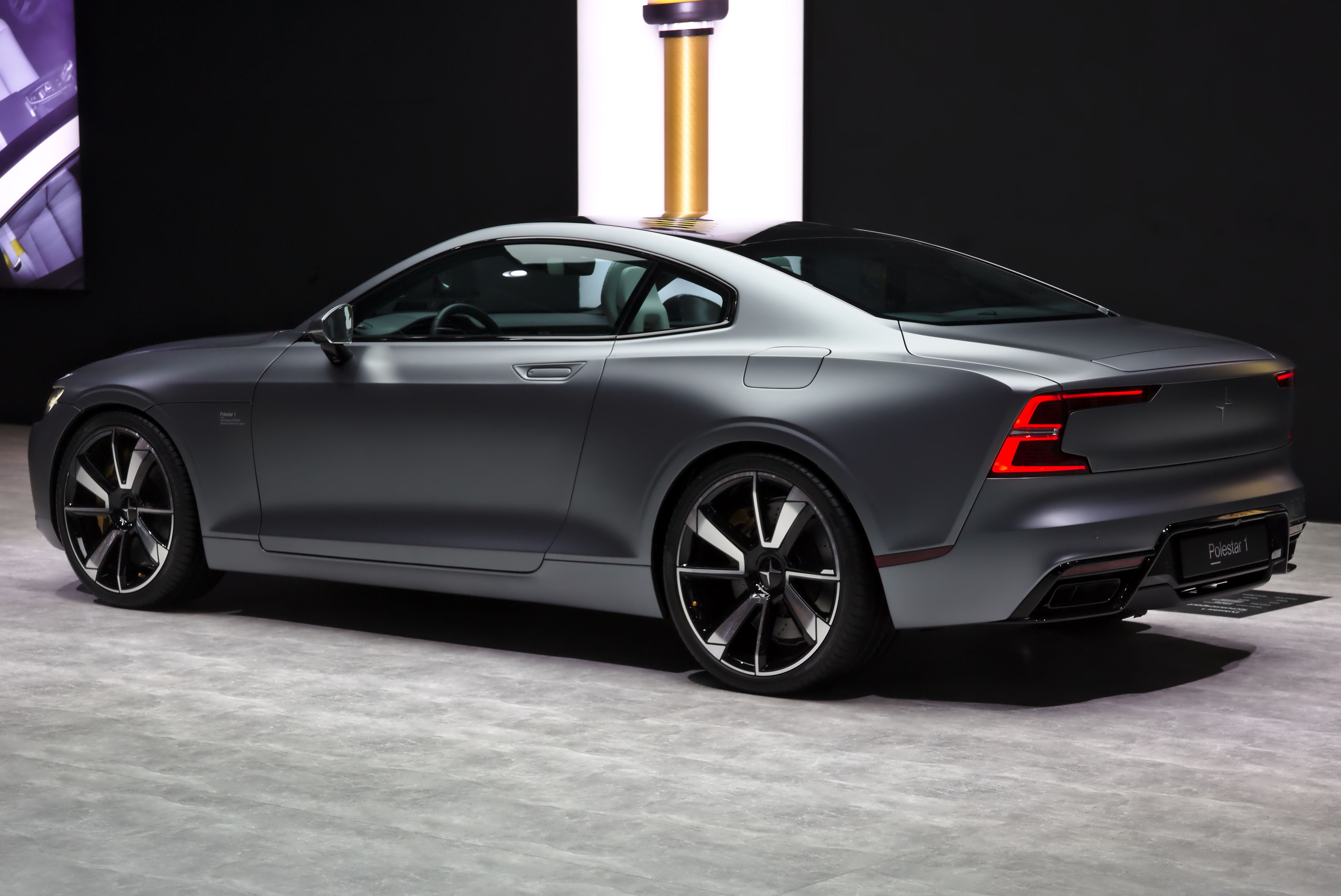
Polestar 1 på Internationella bilsalongen i Genève 2018.
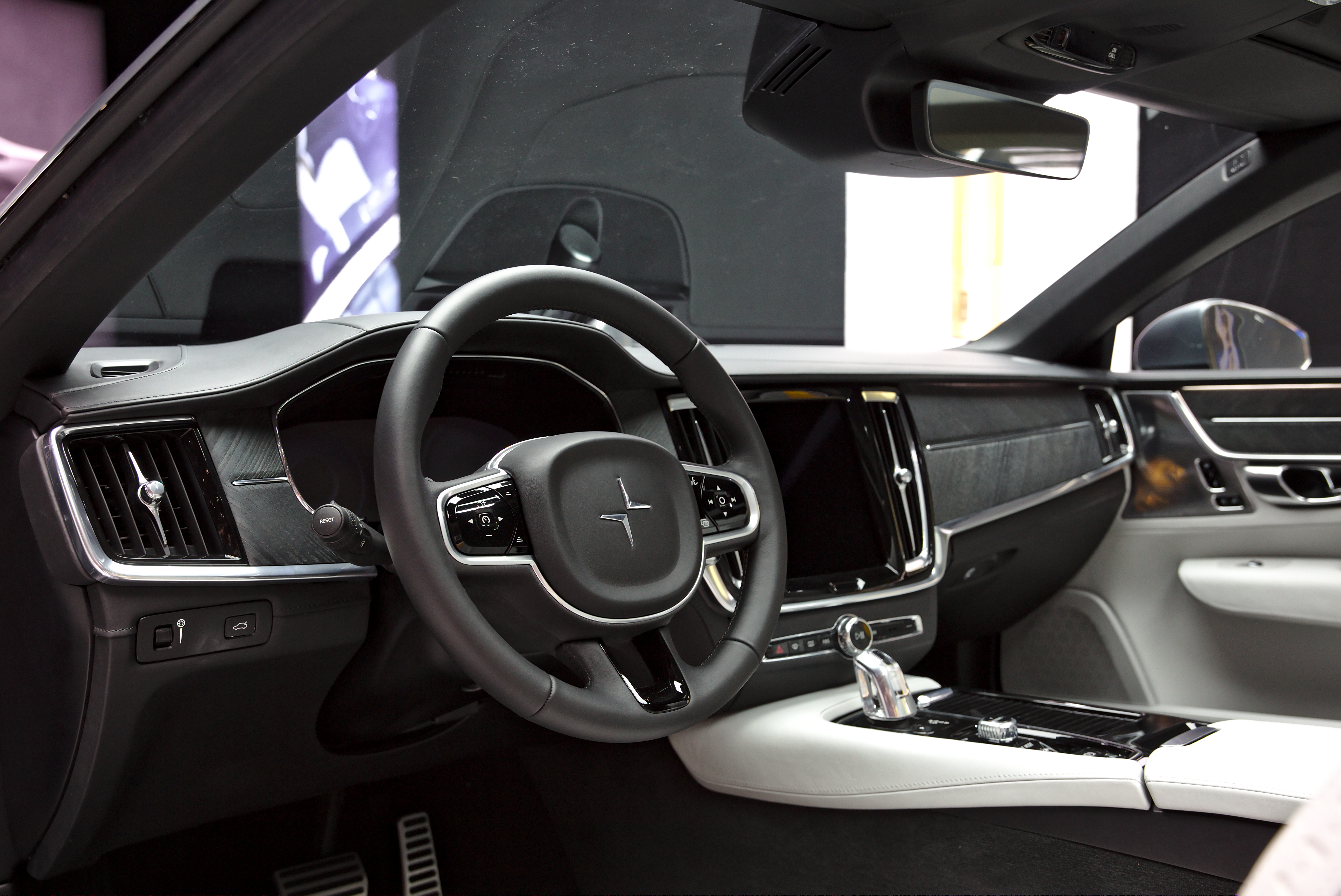
Interiör.

### Polestar 2
Polestar 2 är en 5-dörrars fastback. Bilen byggs sedan mars 2020 i Luqiao, Kina och är en ren elbil. 

#### Första versionen (2020–2023)
Den första versionen av Polestar 2 tillverkades mellan 2020 och 2023 med en räckvidd på cirka 500 kilometer. Bilen ger i tvåmotorsutförande totalt 408 hästkrafter och 660 Nm i vridmoment. Modellen är fyrhjulsdriven och är byggd på Volvos CMA-plattform. I enkelmotorsutförande drivs bilen på sina framhjul. 

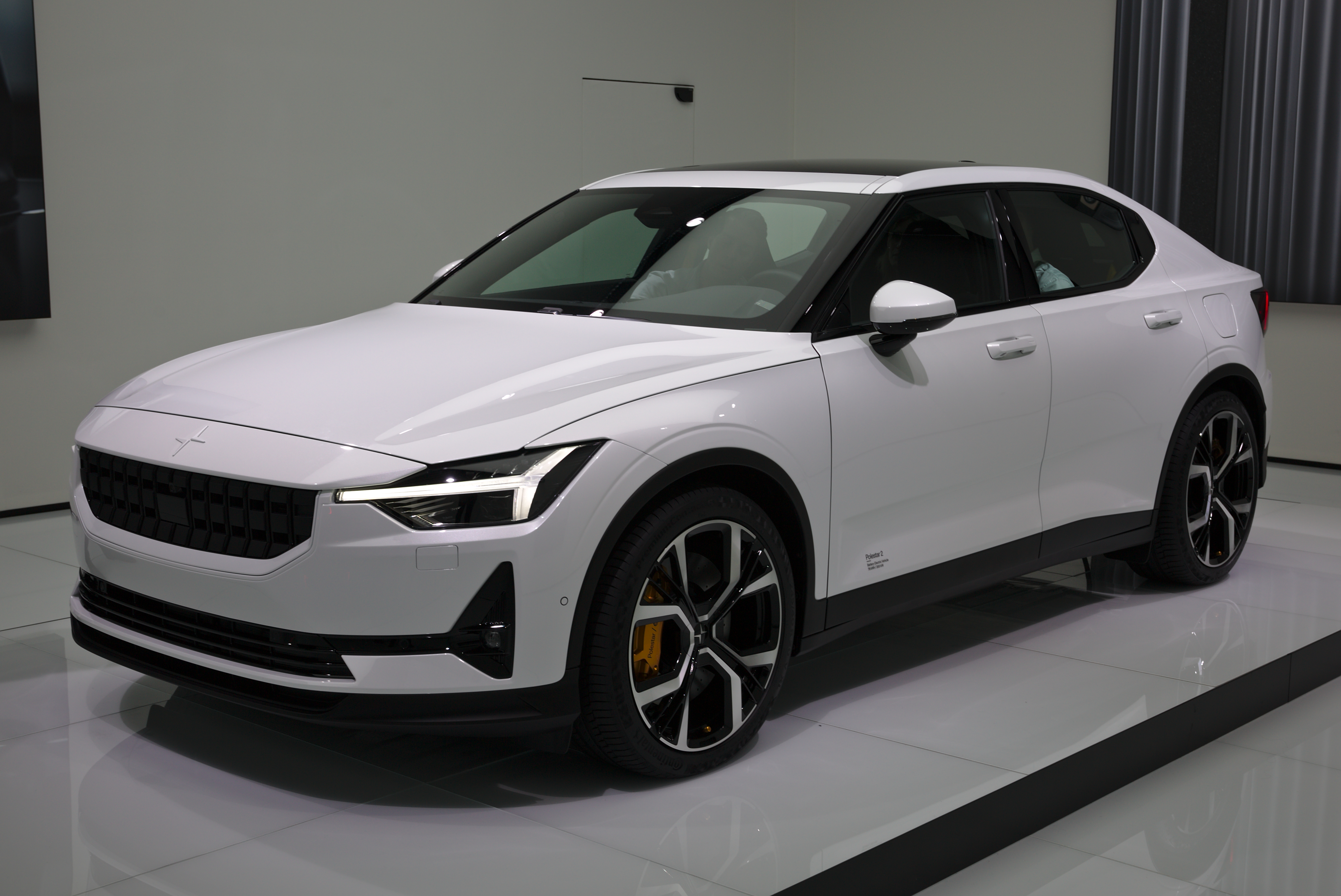
Polestar 2 på Internationella bilsalongen i Genève 2019.
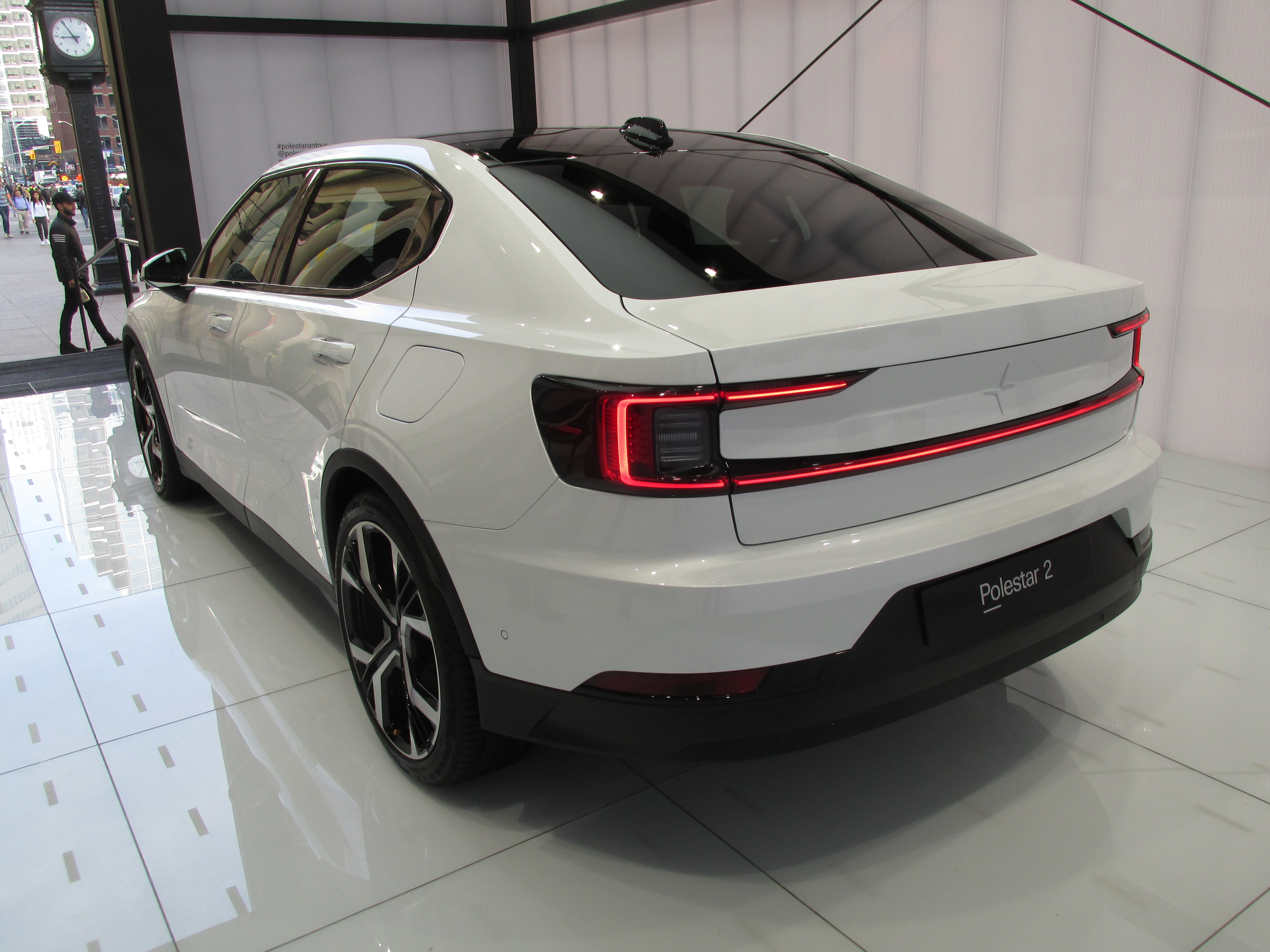
Polestar 2 i Toronto, Kanada.
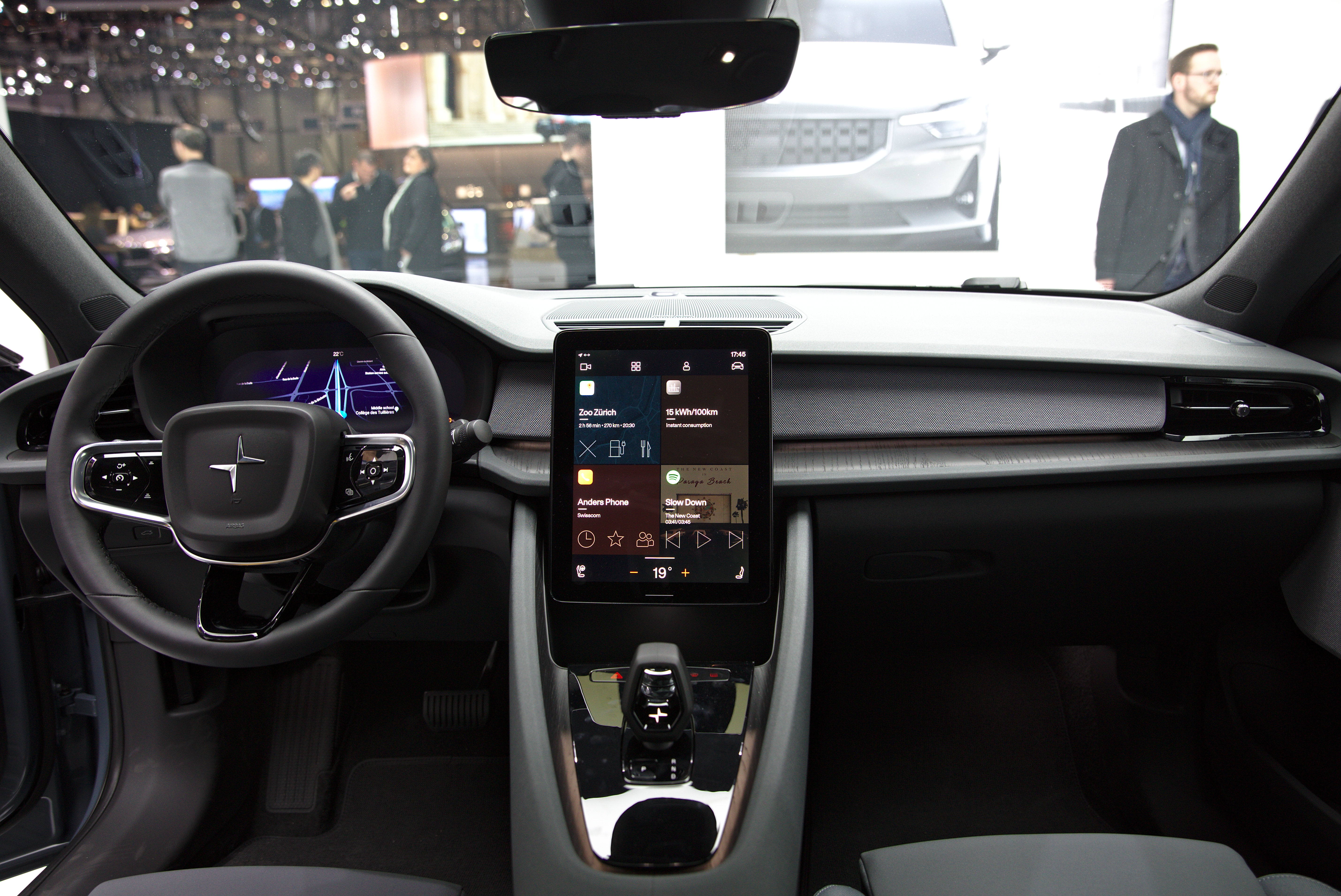
Interiör.

#### Andra generationen (2024–)
Den andra versionen av Polestar 2 började tillverkas år 2023 med 2024 modellårsbeteckning. Bilen bygger vidare på samma plattform som den första versionen av Polestar 2, med uppdateringar av batteri, växelriktare och motorer, bland annat. Denna version av Polestar 2 drivs i första hand med bakhjulen i båda sina utföranden. Uppdateringarna förbättrade bilens energieffektivitet, räckvidd och laddhastighet.

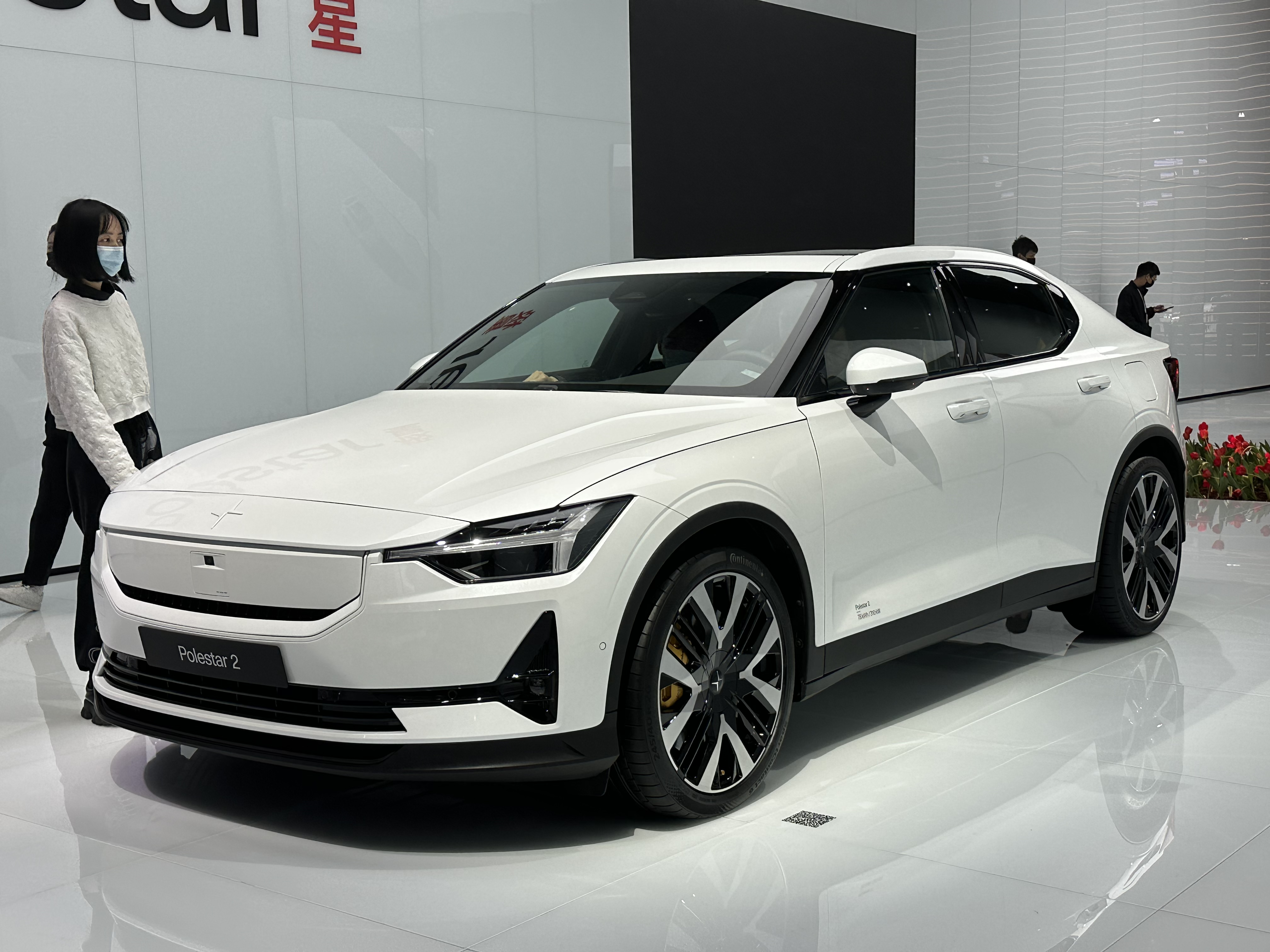
Andra generationen Polestar 2.

### Polestar 3
Polestar 3 är en 5-dörrars aerodynamisk prestandasuv i storleksklassen Mid-size luxury crossover SUV. Polestar 3 är en ren elbil med en räckvidd upp till 610 kilometer WLTP. Bilen kommer i två motorvarianter: "Long range Dual motor" och "Long range Dual motor med Performance-paketet". Båda versionerna har fyrhjulsdrift som standard.
- Polestar 3 Long range Dual motor har en effekt på 360 kW/489 hk/840 Nm och en räckvidd upp till 610 km.

- Polestar 3 Long range Dual motor med Performance har en effekt på 380 kW/517 hk/910 Nm och en räckvidd upp till 560 km.

Polestar 3 accelerar från 0 till 100 km/h på 5,0 respektive 4,7 s beroende på motoralternativ, och har en toppfart på 210 km/h. Bilens laddningseffekt är upp till 250 kW (DC) och 11 kW (AC). 
Bilen byggs på SPA2-plattformen, som kommer att delas med Volvo XC90:s elektriska efterföljare "Volvo EX90". Polestar 3 har ett 400 V litiumjonbatteri på 111 kWh kapacitet med 17 moduler. Bilen tillverkas i Volvo Cars fabrik i South Carolina, USA. 
Bilen beräknades att levereras från fjärde kvartalet 2023 och har ett pris från 970 000 kronor i Sverige. Polestar 3 och Volvo EX90 drabbades av en försening på grund av mjukvaruproblem hos Volvo Cars under utvecklingen, start av produktion förväntas i första kvartalet 2024.

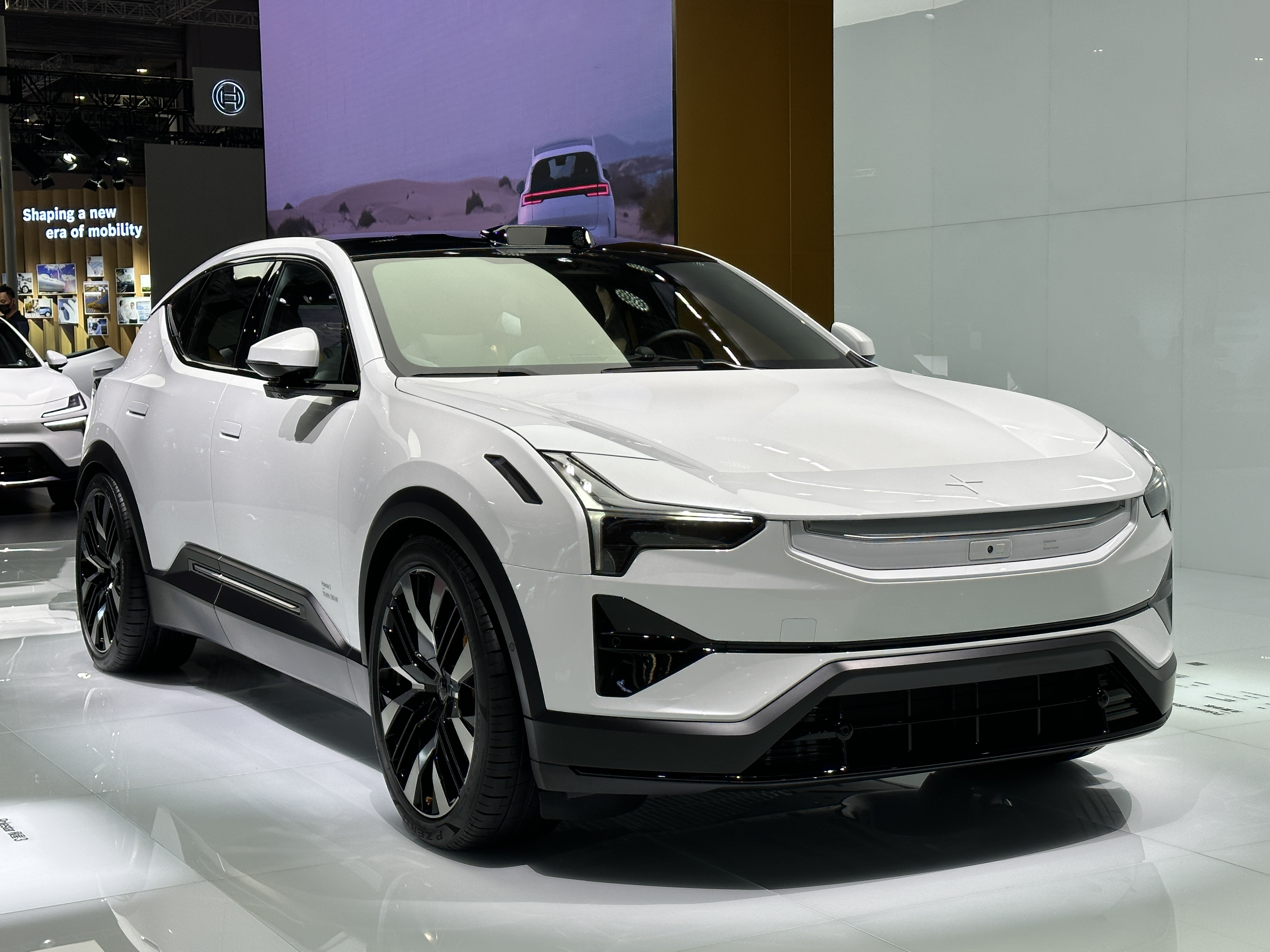
Polestar 3 framifrån.
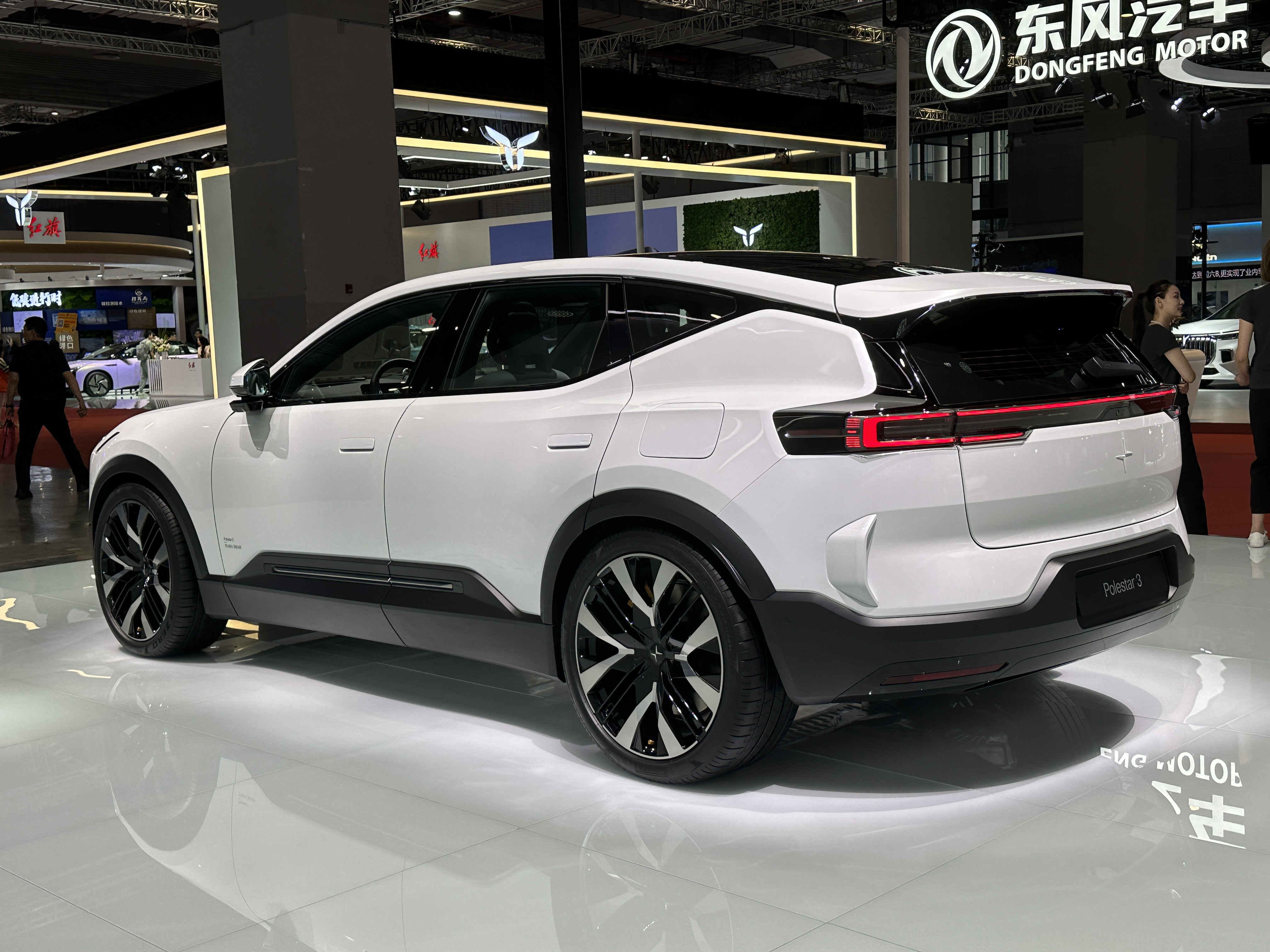
Polestar 3 bakifrån.
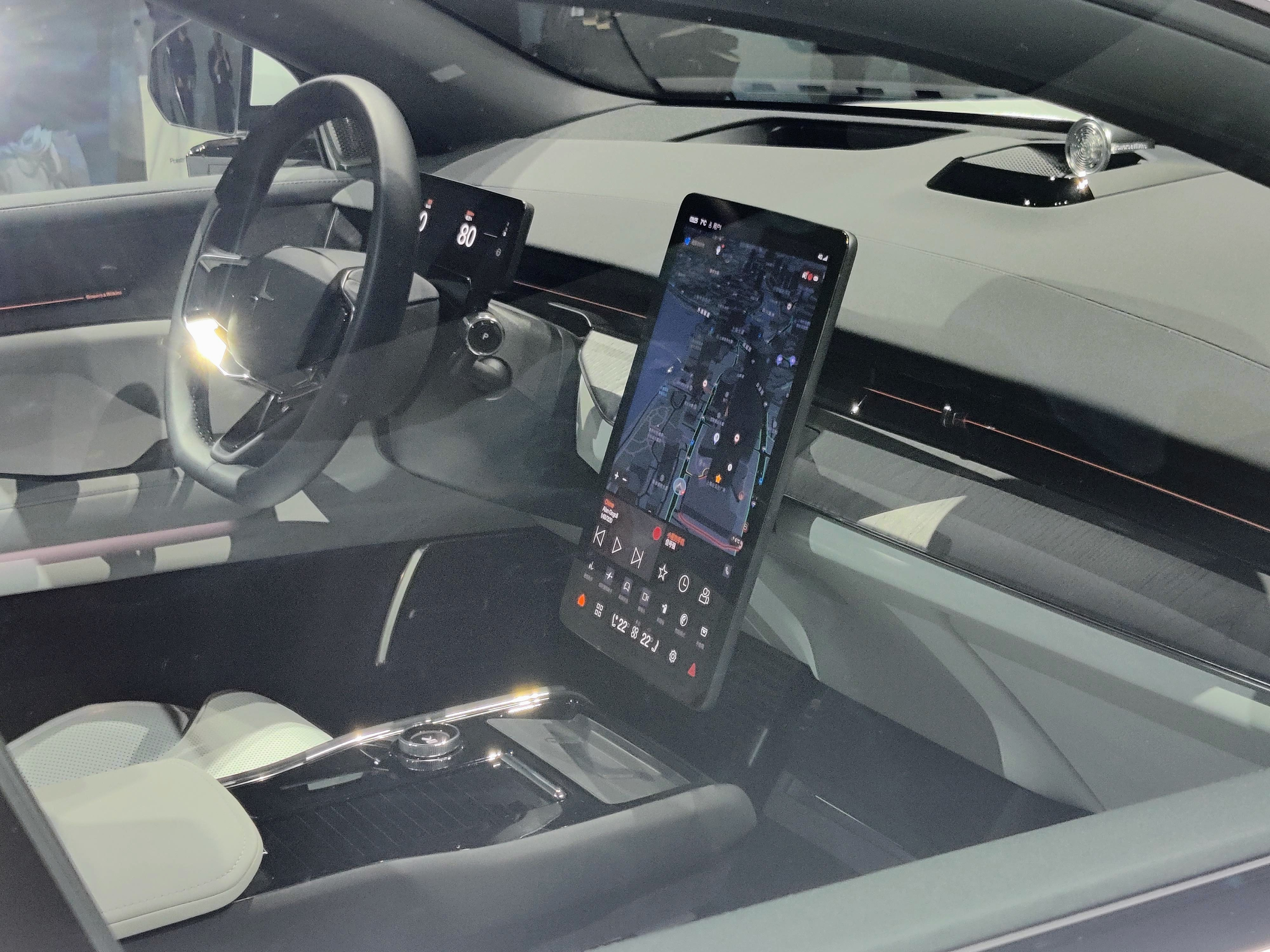
Polestar 3 interiör.

### Polestar 4
Polestar 4 är en aerodynamisk prestandasuv i coupéstil. Bilen introducerades våren 2023 på Auto Shanghai i Shanghai, Kina. Bilen förväntas ha en räckvidd runt 600 kilometer WLTP och är varumärkets snabbaste bil till 100 km/h hittills. Bilen lanseras i flera faser där leveranser startas till den kinesiska marknaden i slutet av 2023, för att sedan utökas till resterande marknader under 2024.
Bilen tillverkas i Geelys fabrik i Hangzhou Bay, Kina. Polestar 4 ska från och med 2025 även produceras i en fabrik i Busan, Sydkorea som samägs av Renault, Geely och Samsung. Bilar som tillverkas i den sydkoreanska fabriken skall främst levereras till den inhemska marknaden och USA, för att undvika landets tariffer på bilar tillverkade i Kina. Produktion av Polestar 4 startades i november 2023 för den kinesiska marknaden. Leverans till övriga marknader förväntas under 2024.

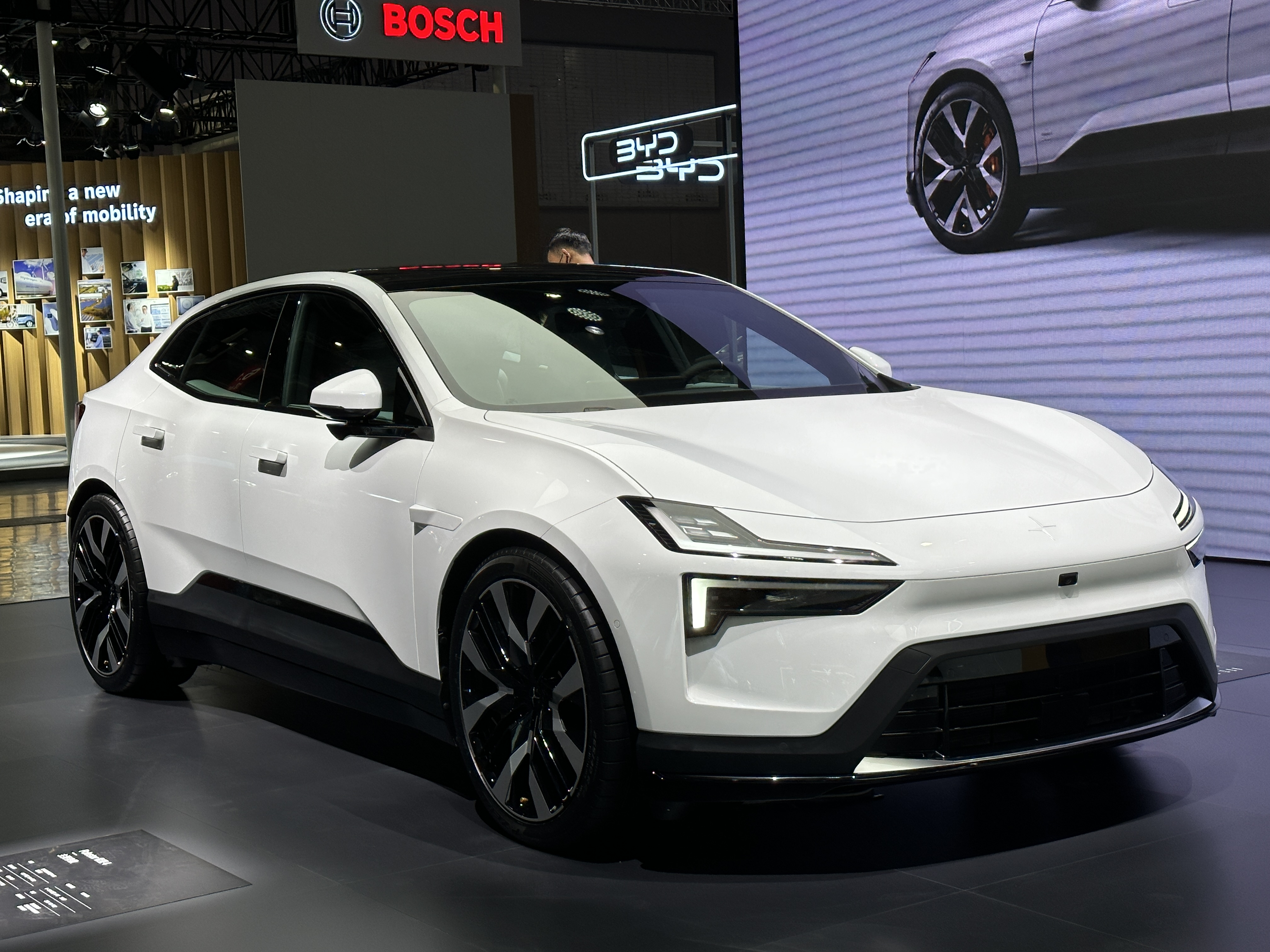
Polestar 4 framifrån.
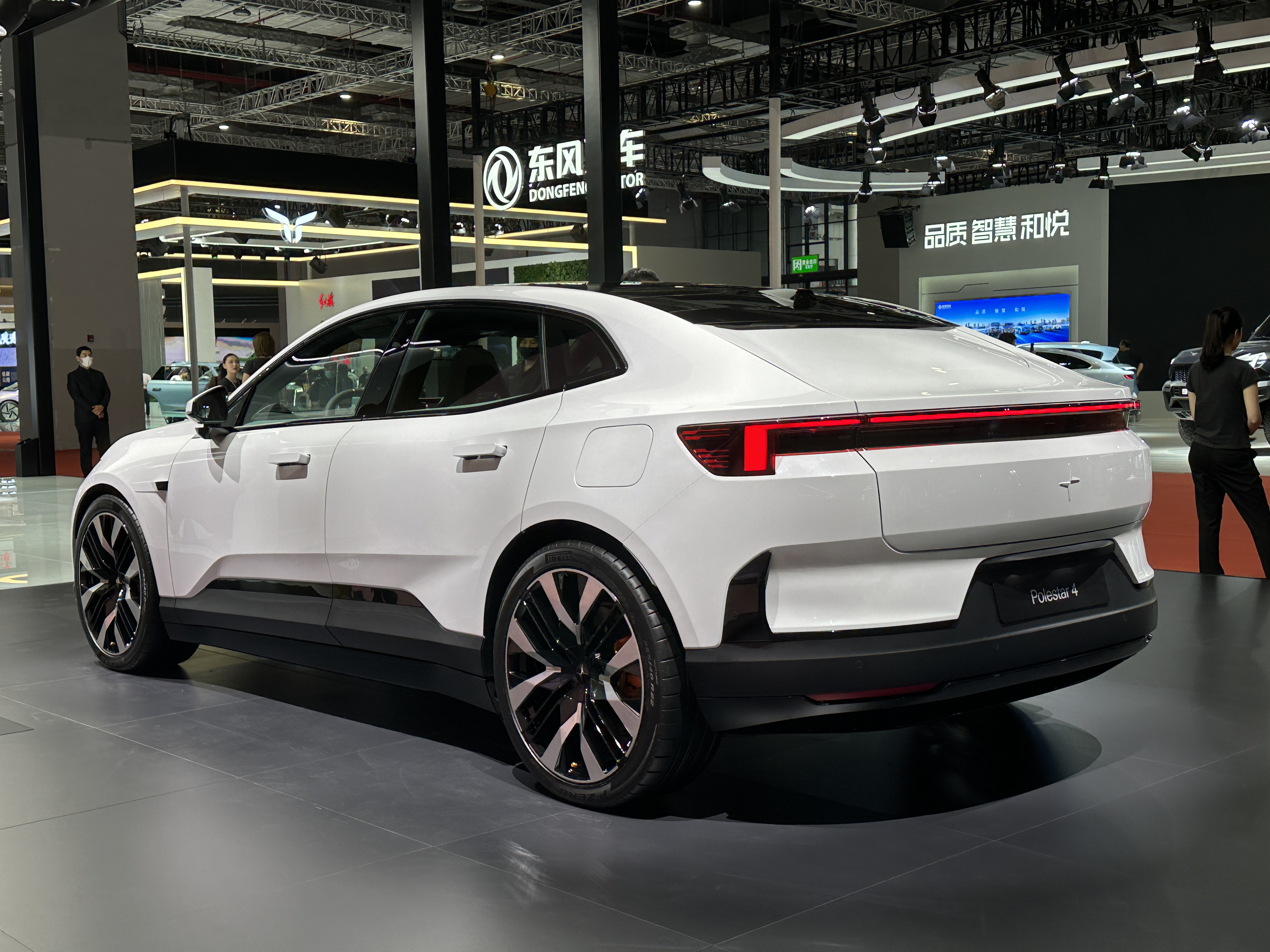
Polestar 4 bakifrån.
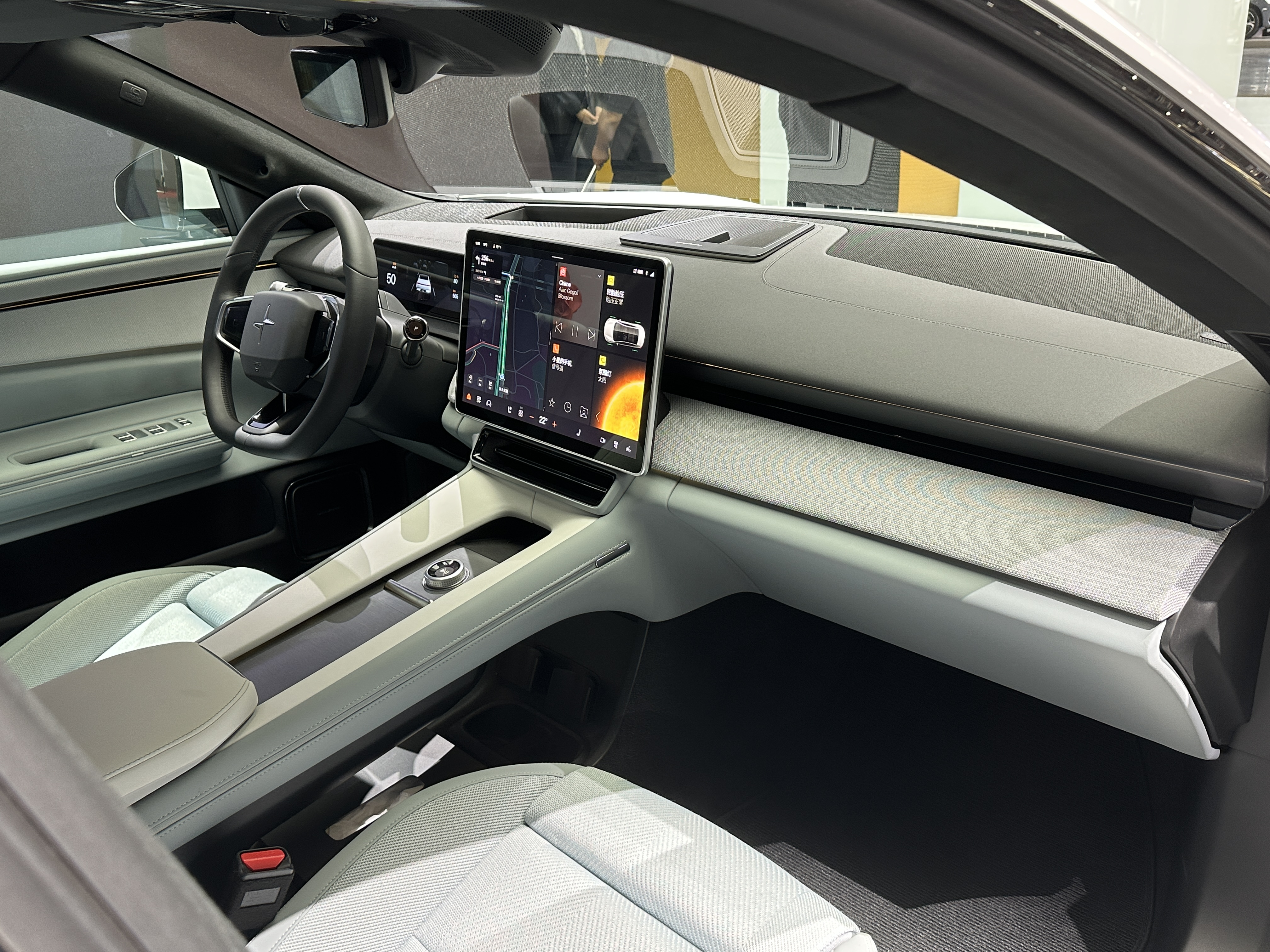
Polestar 4 interiör.